# سینیسکولا
سینیسکولا (به ایتالیایی: Siniscola) یک کومونه در ایتالیا است که در استان نیورو واقع شده‌است. سینیسکولا ۱۹۹٫۹ کیلومتر مربع مساحت و ۱۱٬۴۲۰ نفر جمعیت دارد و ۴۰ متر بالاتر از سطح دریا واقع شده‌است.